# جاستیکا کالیفرنیا
جاستیکا کالیفرنیا (نام علمی: Justicia californica) نام یک گونه از سرده مشعلی است.